# Schwarzblauender Röhrling
Der Schwarzblauende Röhrling (Cyanoboletus pulverulentus Syn. Boletus pulverulentus, Xerocomus pulverulentus) ist eine Pilzart aus der Familie der Dickröhrlingsverwandten. Früher wurde er zu den Filzröhrlingen gezählt. Charakteristisch ist die intensive schwarzblaue Verfärbung auf Druck oder im Schnitt.

## Merkmale

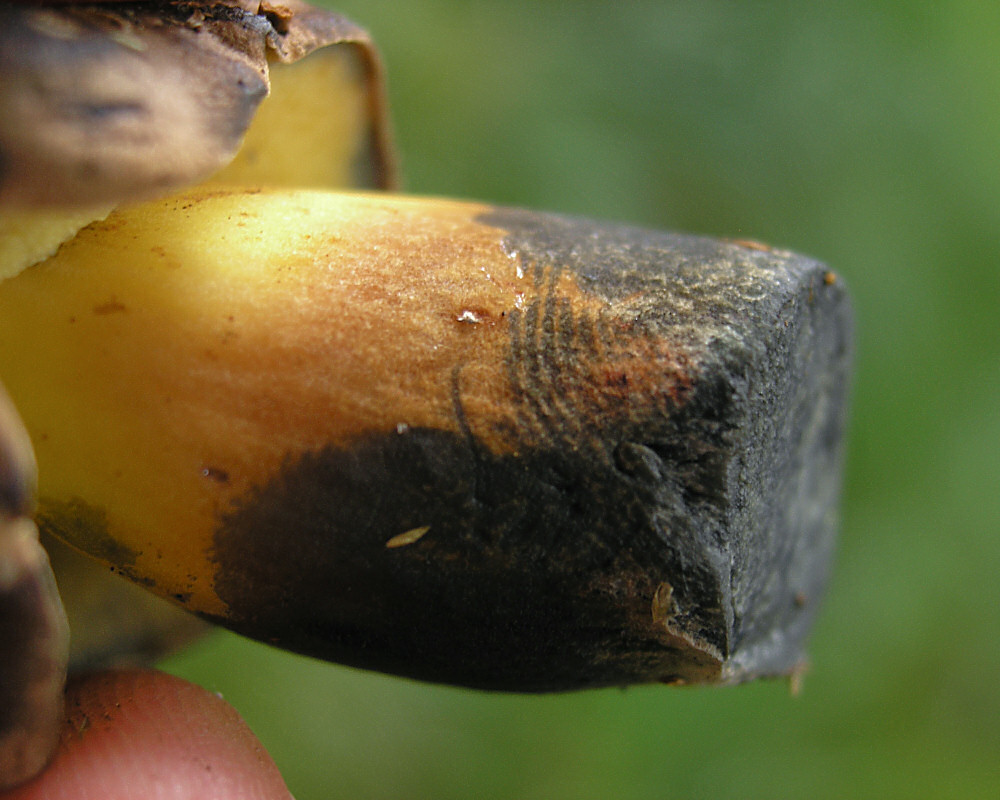
Stiel des Schwarzblauenden Röhrlings (Boletus pulverulentus) mit Fingerabdruck

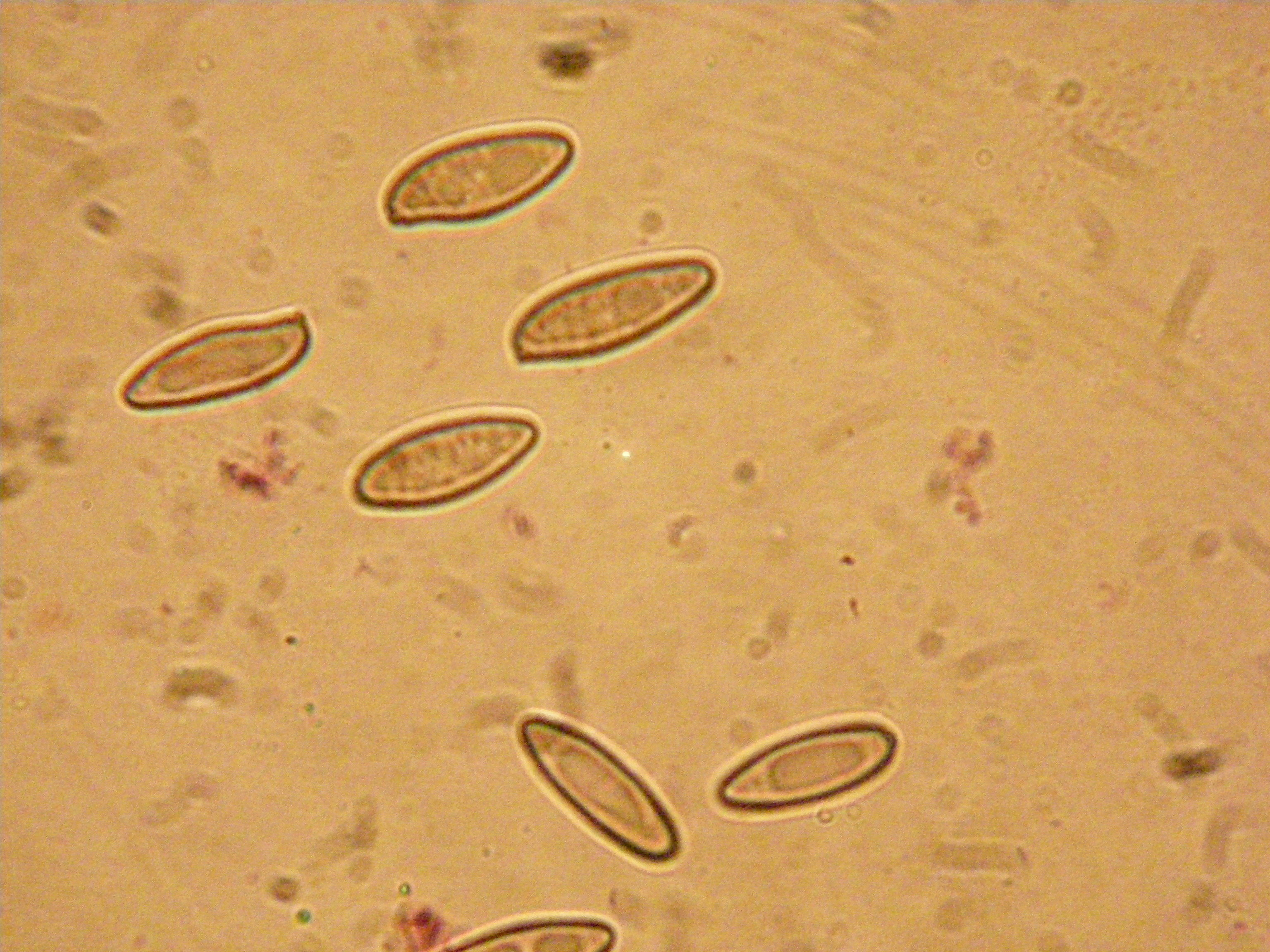
Sporen des Schwarzblauenden Röhrlings im Lichtmikroskop

### Makroskopische Merkmale
Der Hut ist polsterförmig, im Alter jedoch etwas verflachend. Er hat eine Breite von 4 bis 10, manchmal 15 cm. Meist ist die Kappe kastanienbraun bis rotbraun oder ockerbraun. Seltener ist sie heller olivgrün gefärbt. Die Oberfläche ist feinfilzig. Bei Trockenheit wird sie feinrissig, bei feuchter Witterung etwas schleimig. Mit der Zeit verringert sich der Hutfilz, jedoch nicht völlig. Die Huthaut steht am Rand bisweilen etwas über und ist oft verklebt mit trockenem Laub und Gräsern. Die Röhren sind hell- bis zitronengelb, später olivgelb. Auf Druck verfärben sie sich intensiv blau. Die Poren sind ähnlich, etwas lebhafter gefärbt. Selten können sie ein wenig rostfarben überhaucht sein. Bei Berührung verfärben sich die Poren schwarzblau.
Der Stiel ist bis zu 10 cm lang und eher schlank geformt. An der Basis verjüngt er sich allmählich. Im oberen Teil ist die Färbung leuchtend gelb, im unteren Teil orange- bis rotbraun. Die Oberfläche ist mit feinen Flocken bedeckt, die schnell verschwinden. Das Basalmyzel ist hell, fast weiß getönt.
Das Fleisch weist eine zitronengelbe Farbe auf, im Schnitt verfärbt es sich sofort schwarzblau. Diese Färbung verblasst erst nach einer halben Stunde weitgehend. Nach noch längerer Zeit und an Fraßstellen ist das Fleisch rötlich braun, beim Kochen wird es dunkelbraun. Er riecht angenehm und schwach. Sein Geschmack ist mild.

### Mikroskopische Merkmale
Die Basidien messen 30–35 × 8–11 Mikrometer. Die Sporen sind spindelig bis breitelliptisch geformt und 11–16 × 4,5–6 µm groß. Die Zystiden weisen eine spindelige Form auf, wobei sie eher schwach bauchig, manchmal auch keulig sind. Am Ende spitzen sie sich meist zu. Die Zystiden messen 40–60 × 7–12 µm. Die Hutdeckschicht besteht aus 3–6 µm dicken Hyphenenden. Die Endzellen sind zylindrisch bis schwach keulig geformt und meist bräunlich inkrustiert.

## Artabgrenzung
Aufgrund seines recht schmächtigen Habitus könnte der Schwarzblauende Röhrling zunächst für einen Filzröhrling gehalten werden. Diese zeigen allerdings eine deutlich schwächere Blaufärbung. Ähnlich stark blauende Hexenröhrlinge besitzen in aller Regel rote Poren und eine stämmigere Statur.

## Ökologie
Der Schwarzblauende Röhrling bevorzugt neutrale bis bodensaure Buchenwälder, aber auch in anderen Biotopen ist er anzutreffen. Der Pilz ist recht bodenvag, allerdings wächst er fast ausschließlich auf sauren Böden. Er besitzt eine Vorliebe für frische Böden und meidet hingegen feuchte bis nasse, aber auch zu trockene Areale. Der Schwarzblauende Röhrling kann mit verschiedenen Laub- und Nadelbäumen eine Mykorrhiza eingehen. Dazu zählen vor allem Fichten und Rotbuchen. Die Fruchtkörper wachsen einzeln oder in Gruppen, aber auch büschelig aus mehreren teils verwachsenen Exemplaren. Sie erscheinen von Ende Mai bis zum späten Herbst, häufiger jedoch im Sommer und Anfang Herbst. Fruchtkörper akkumulieren hohe Konzentrationen von Arsen.

## Verbreitung
Der Schwarzblauende Röhrling kommt in Europa und Teilen Nordamerikas vor. In Deutschland ist er eher zerstreut anzutreffen, auf geeigneten Böden kommt er örtlich auch häufig vor. Nach Norden nimmt die Verbreitungsdichte ab.

## Systematik
Eine sehr selten vorkommende, rosahütige Form wurde als Boletus pulverulentus var. mougeotii (Quélet) Bon beschrieben.

## Bedeutung
Der Pilz ist roh giftig, wurde gekocht jedoch bisher als guter, etwas säuerlich schmeckender Mischpilz beschrieben. Eine neuere Untersuchung empfiehlt aufgrund des hohen Gehalts an Dimethylarsinsäure einen maximalen Verzehr von 90 g pro Jahr.